# Карлос Квадрадо
Карлос Квадрадо (ісп. Carlos Cuadrado; нар. 1 червня 1983) — колишній іспанський тенісист.
Найвищу одиночну позицію світового рейтингу — 222 місце досяг 10 квітня 2006, парну — 506 місце — 28 січня 2002 року.
Завершив кар'єру 2006 року.

## Фінали ATP Челленджер і ITF Ф'ючерс

### Одиночний розряд: 4 (1–3)
| Легенда              |
| -------------------- |
| ATP Челленджер (0–0) |
| ITF Ф'ючерс (1–3)    |

| Фінали за покриттям |
| ------------------- |
| Тверде (0–0)        |
| Ґрунт (1–3)         |
| Трава (0–0)         |
| Килим (0–0)         |

| Результат | В-П | Дата     | Турнір                             | Рівень  | Покриття | Суперник             | Рахунок       |
| --------- | --- | -------- | ---------------------------------- | ------- | -------- | -------------------- | ------------- |
| Поразка   | 0–1 | Сер 2000 | Німеччина F11, Берлін              | Ф'ючерс | Ґрунт    | Юган Сеттерґрен      | 3–6, 1–6      |
| Перемога  | 1–1 | Лип 2001 | Німеччина F7, Целль-на-Гармерсбасі | Ф'ючерс | Ґрунт    | Даніель Андерссон    | 6–1, 6–1      |
| Поразка   | 1–2 | Гру 2001 | Іспанія F16, Гран-Канарія          | Ф'ючерс | Ґрунт    | Іван Наварро         | 1–6, 4–6      |
| Поразка   | 1–3 | Вер 2004 | Іспанія F21, Ов'єдо                | Ф'ючерс | Ґрунт    | Марк Форнель-Местрес | 5–7, 6–4, 4–6 |

### Парний розряд: 1 (0–1)
| Легенда              |
| -------------------- |
| ATP Челленджер (0–0) |
| ITF Ф'ючерс (0–1)    |

| Фінали за покриттям |
| ------------------- |
| Тверде (0–0)        |
| Ґрунт (0–1)         |
| Трава (0–0)         |
| Килим (0–0)         |

| Результат | В-П | Дата     | Турнір                             | Рівень  | Покриття | Партнер      | Суперники             | Рахунок  |
| --------- | --- | -------- | ---------------------------------- | ------- | -------- | ------------ | --------------------- | -------- |
| Поразка   | 0–1 | Лип 2001 | Німеччина F7, Целль-на-Гармерсбасі | Ф'ючерс | Ґрунт    | Горка Фрайле | Стівен Гасс Лі Пірсон | 3–6, 1–6 |

## Юніорські фінали турнірів Великого шолома

### Одиночний розряд: 1 (1 перемога)
| Результат | Рік  | Турнір                               | Покриття | Суперник     | Рахунок  |
| --------- | ---- | ------------------------------------ | -------- | ------------ | -------- |
| Перемога  | 2001 | Відкритий чемпіонат Франції з тенісу | Ґрунт    | Бріан Дабуль | 6–1, 6–0 |